# 黃德寶
黃德寶（1917年4月15日—2012年7月20日），越南共和國法官及官員，曾任越南共和國司法部長。

## 生平
1917年4月15日，黃德寶出生於法屬印度支那廣治省彌倫。
1941年於順化啟定高中取得學士學位，1952年在河內大學法學院取得法律學位，1953年出任裁判官，1955-56年任內務部政治司司長，1960-68年任西貢初審法院副檢察官兼代理審判長，1966-67年任文職及軍事委員會副主席，1967-68年任司法部長，1968年起任西貢上訴法院法官。
2012年7月20日，黃德寶在美國佛羅里達州逝世。

## 個人生活
黃德寶是天主教徒，已婚，育有五子一女。